# Kiprijan Berbatow
Kiprijan Berbatow (bulgarisch Киприан Бербатов, beim Weltschachbund FIDE Kiprian Berbatov; * 6. August 1996 in Blagoewgrad) ist ein bulgarischer Schachspieler.

## Leben
Sein Trainer ist der Internationale Meister Jordan Iwanow. Vereinsschach spielte er in Bulgarien für Lokomotive Sofia, in Frankreich für Cavalier Fou Bressan Montrevel und in Spanien für Main Memory Silla.
Kiprijan Berbatow ist ein Cousin des Fußballspielers Dimitar Berbatow.

## Erfolge
Bei der U10-Europameisterschaft 2005 in Herceg Novi wurde er Dritter. Eine Goldmedaille gewann er bei der U12-EM 2008, ebenfalls in Herceg Novi. Im November 2006 hatte er als Zehnjähriger das 14. Nikolas-Baharow-Memorial, ein Kategorie-3-Turnier, in Sofia mit 6 Punkten aus 6 Partien und 1,5 Punkten Vorsprung gewonnen, bei dem er gegen zwei Internationale Meister (Karin Karahenjanow und Krasimir Rusew) siegen konnte. Bei der Schacheuropameisterschaft im April/Mai 2008 besiegte er im Alter von elf Jahren mit Julian Radulski zum ersten Mal einen Großmeister. Im Januar 2010 gewann er das XXI. Open Internacional in Roquetas de Mar vor Fernando Peralta.
Bei der Schacholympiade 2010 in Chanty-Mansijsk spielte er für die bulgarische Nationalmannschaft als Reservespieler acht Partien.
Den Titel Internationaler Meister trägt er seit September 2009, als jüngster Bulgare, dem dies gelang. Zwar hatte er schon im August 2008 die notwendigen Normen erzielt, die erforderliche Elo-Zahl erreichte er jedoch erst ein Jahr später. Die Normen erzielte er innerhalb von weniger als vier Wochen in Spanien: beim 9. Internationalen Schachopen im Juli 2008 in Arteixo mit Übererfüllung, beim 24. Albarino-Open im August 2008 in Cambados und dem einen Tag später beginnenden 7. Open Internacional Ayuntamiento in Ortigueira. Berbatow wird bei der FIDE als inaktiv geführt, da er seit der U16-EM im September 2011 keine gewertete Partie mehr gespielt hat.